# Terremotos de Hormozgán de 2021
Los terremotos de Hormozgán de 2021 fueron un evento de terremoto doble que ocurrió el 14 de noviembre de 2021 con magnitudes de 6.0 y 6.3 en la escala de magnitud de momento y escala de magnitud de onda corporal, respectivamente. Los dos terremotos ocurren con solo un minuto y medio de diferencia. Los terremotos mataron a 2 personas e hirieron a unas 100.